# Brandon Lewis
Brandon Kenneth Lewis (Londen, Engeland, 20 juni 1971) is een Brits politicus van de Conservative Party. Hij is sinds 2010 lid van het Lagerhuis voor Great Yarmouth.
Lewis was van 2012 tot 2022 opeenvolgend bewindspersoon in de kabinetten-Cameron I (2012–2015), Cameron II (2015–2016), May I (2016–2017), May II (2017–2019), Johnson (2019–2022) en Truss (2022). Hij was staatssecretaris voor Huisvesting van 2012 tot 2014, onderminister voor Huisvesting van 2014 tot 2016, onderminister voor Openbare Veiligheid van 2016 tot 2017, onderminister voor Immigratie van 2017 tot 2018, minister zonder portefeuille en Partijvoorzitter van de Conservative Party van 2018 tot 2019, onderminister voor Veiligheidsdiensten van 2019 tot 2020, minister voor Noord-Ierland van 2020 tot 2022 en van 6 september tot 25 oktober 2022 minister van Justitie.
- Nationale Bibliotheek van Israël: 987007426663105171